# Maíla Machado
Maila Paula Machado (Limeira, 22 de janeiro de 1981) é uma renomada atleta brasileira, especialista na prova de 100 metros com barreiras. Ao longo de sua carreira, Maila alcançou marcas impressionantes, consolidando-se como uma das principais figuras do atletismo nacional.
Melhores Marcas Pessoais
Outdoor(Ao ar livre):
• 100 metros com barreiras: 12.86 segundos, conquistados em 17 de abril de 2004, na cidade de São Paulo - SP/BRA.
Indoor (Pista Coberta):
• 60 metros com barreiras: 8.08 segundos, alcançados em 11 de março de 2006, na cidade de Moscou - RUS, marca que é o atual recorde brasileiro.